# تپه نوده لکوان ۶
تپه نوده لکوان ۶ مربوط به سده‌های اولیه دوران‌های تاریخی پس از اسلام است و در شهرستان بوئین‌زهرا، بخش دشتابی، دهستان دشتابی شرقی، روستای نوده لکوان واقع شده و این اثر در تاریخ ۲۶ اسفند ۱۳۸۶ با شمارهٔ ثبت ۲۲۲۲۱ به‌عنوان یکی از آثار ملی ایران به ثبت رسیده است.